# 달성 김씨
달성 김씨(達城金氏)는 대구광역시 달성군을 본관으로 하는 한국의 성씨이다.
시조 김담(金淡)은 김알지의 후손으로 조선에서 진사를 지냈다고 한다

## 참고 자료
- “달성김씨(達城金氏)”. 뿌리를 찾아서.[깨진 링크(과거 내용 찾기)]